# Charlotte Cederström
Christina Charlotta Cederström, född Mörner af Morlanda den 2 mars 1760 i Gåvetorp, död 22 februari 1832 i Benestad, var en svensk konstnär. Hon var ledamot i svenska konstakademien och franska konstakademien.

## Biografi
Charlotte Cederström var dotter till överstelöjtnanten greve Gustaf Mörner och Sofia Elisabet Steuch. Hon gifte sig 1780 med friherre Axel Ture Gyllenkrok, från vilken hon blev skild 1799, och omgift 1800 med generallöjtnanten och viceguvernören i Pommern friherre Bror Cederström (far till den blivande krigsministern med samma namn).
Under sitt första äktenskap bodde hon på makens gods på landet, Björnstorps slott, där sysslolösheten och tristessen fick henne att sysselsätta sig med många olika konstformer. Hon skrev dikter och en roman i Rosseaus stil, hon tecknade, laverade och ritade i tusch. Hon skrev även flera skaldebrev och småstycken på vers, till vilka senare hon själv satte musiken. Den mest kända var troligen den förr allmänt sjungna visan "Välkommen, o måne, min åldrige vän".
Vid sitt andra giftermål flyttade hon till Stockholm och blev ett centrum i kulturlivet. År 1803 blev hon hedersledamot i både svenska och franska konstakademien. Hon ställde ut oljemålningar i genre och folkliv på akademien. Hon fungerade som kontaktkanal och värdinna för akademien och höll salong.

## Musikverk
- Lantmannen för sång och pianoforte. Nedskriven 1813–1814 i Den pommerska visboken.[1]

### Översättningar
- Den bedragna, men upprättade oskulden eller Zeilas brev till Walcour och Walcours svar till Zeila. Översättningen av Claude-Joseph Dorats verk och utgiven 1789 och 1802.[2][3]